# ジッドゥ・クリシュナムルティ
ジッドゥ・クリシュナムルティ（英語：Jiddu Krishnamurti [Kṛṣṇamūrti], 1895年5月12日 - 1986年2月17日）は、インド生まれの宗教的哲人、精神教師、教育者、神秘家、ヨーギー、精神世界の著作家。
すべての物事が時間的にも空間的にも互いの条件付けによって成り立つと考え、人は組織、信条、教義、聖職者、儀式等によって真理に到達することはできず、ただ自己認識によってのみ真理を見出すことができると説いた。あらゆる伝統を否定したが、彼が語る真理の発見と体験はインド思想に立脚していると考えられており、インド哲学・ヒンドゥー教のアドヴァイタ・ヴェーダーンタ、仏教との共通点が指摘されている。インドだけでなく、欧米でも幅広い支持を得た。

## 生涯

### 少年期
クリシュナムルティは1895年5月12日、南インドのマドラス（現在のチェンナイ）近郊に位置するマダナパルという小さな町でバラモンの家系に生まれた。父はジッドゥ・ナラニア（ナリアニア）、母はサンジーヴァンマである。第8子であったため、インドの習慣に従いクリシュナにあやかって、「クリシュナムルティ」と名付けられた。出生時の占星術では、多くの困難に出会うが偉大な教師になると判じられたという。ナラニアは大英帝国統治下の税務に関する公務員で、多忙であり、母が子供たちの世話を主に担った。母は信心深く優しい人物で、霊媒であったと考えられており、ヴィジョンを見、人間のオーラを見ることができ、亡くなったクリシュナムルティの姉をしばしば見たと言われる。クリシュナムルティは母の素質を受け継ぎ、彼自身も姉を見たとされる。11人の兄弟がいたが、生き延びたのは6名で、クリシュナムルティ自身がのちに言及しているのは弟のニトヤナンダだけである。バラモンの伝統的な家庭で、礼拝堂にはインドの神々と共に神智学協会のアニー・ベサントの写真が飾られ、母にベサントや業や輪廻についての話を聞き、またインドの聖典を読んでもらった。クリシュナムルティは父の仕事の関係で何度も転校して育った。ニトヤナンダは非常に聡明だったが、クリシュナムルティはそうではなく、しかも病気で1年遅れていたので、学校は楽しいものではなく、勉強に興味を持てなかった。そのため教師には知的に遅れていると思われていた。しかし機械には強い興味を持っていたという。父ナラニアは1881年に神智学協会に入り、公務員退職後は神智学協会に再就職し、アディヤールの本部のそばに住んだ。母サンジーヴァンマは彼が10歳だった1905年に死去したが、彼という人物に母の影響は大きかった。

### 神智学協会に引き取られる

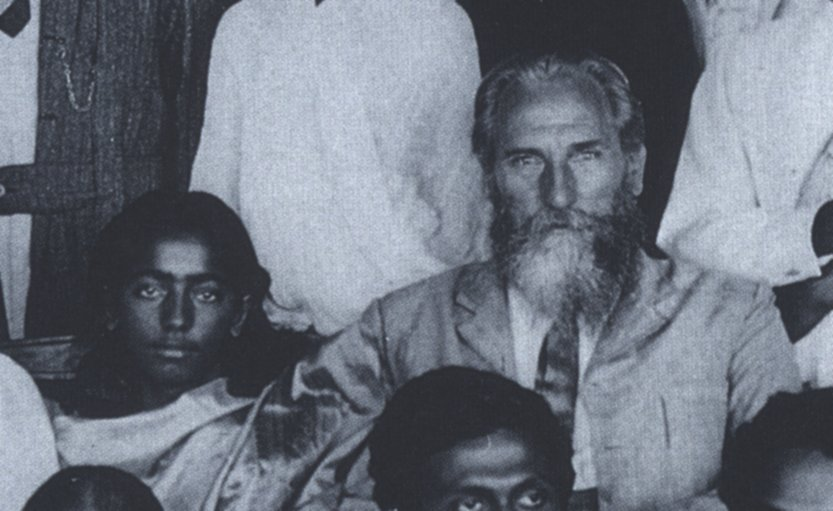
クリシュナムルティとレッドビーター

父親は神智学協会で事務職をしており、家は貧しかった。14歳の頃、神智学協会の幹部チャールズ・W・レッドビーターがクリシュナムルティを見出した。レッドビーターが霊視で薄汚れた少年だったクルシュナムルティの神々しいオーラに気づいたとされ、彼の中にはキリストと同じ霊が宿っていると考え、父の同意を得てクリシュナムルティと弟のニトヤナンダを同協会に引き取った。
ヨーロッパの神智学協会に連れて行かれ、クリシュナムルティはロード・マイトレーヤ（弥勒菩薩）と呼ばれる世界教師（救世主）の「乗り物」（器）となるべく、レッドビーターのもとで英才教育を受けた。この訓練と教育は、インド的なものを排しイギリス紳士を目指すというもので、言葉は英語のみで、母語だったテルグ語もヴェーダの言葉も忘れていった。レッドビーターはクリシュナムルティに住み着いていると考えた霊にアリュキュオネと名付け、その人物の以前の人生を霊視したとして、紀元前4万年にはアニー・ベサントとレッドビータは夫婦で、アリュキュオネは彼らの子どもだった、ロード・マイトレーヤに仕える「奉仕者集団」という不滅の霊の集団がいるといった話を会報で連載し、協会内で広く読まれた。レッドビーターがクリシュナムルティに夢中になるほどアリュキュオネの過去生の話は昔にさかのぼっていったが、彼の弟子がこれが霊視ではなく創作である証拠を見つけ、神智学出版社を説得して本の出版を中止させた。クリシュナムルティは霊能力で神智学の霊的指導者マハトマ・マスターのクートフーミと交信できたと言われ、クルシュナムルティのアストラル体は体を離れ、毎晩レッドビーターとヒマラヤ山中のクートフーミから指導を受けたという。この交信はレッドビーターの指導の下、1910年に『大師のみ足のもとに』としてまとめられ、多くの言語に翻訳されクリシュナムルティへの関心を高めた。
1909年にクリシュナムルティは神智学協会の会長であったアニー・ベサントと会い、彼女はクリシュナムルティとニトヤナンダの後見人になった。ベサントが長く自分の子どもと離れていたこと、クリシュナムルティが母を亡くしていたこともあり、クリシュナムルティとベサントはこの時代には母子のような親しい関係を築き、のちに教義上・政治に関して意見が分かれても、ベサントが死ぬまで二人の愛情に変わりはなかった。レッドビータ―に発見されて5か月後の1910年に神智学協会の心霊的な体験である「第一秘伝」を受けたとされる。
レッドビータ―はインド人の少年を見出して教育を与えていたが、判断を間違えないためと称して観察している少年と肛門性交をすること好んでおり、なにかと悪評が絶えなかったため、クリシュナムルティの父ナラニアは、息子たちが彼のそばにいることを不安に思ってベサントに扶養権を渡したことを後悔した。ナラニアはベサントに訴えたが彼女は無視し、兄弟を少数の選ばれた少年たちとだけ過ごすようにし、レッドビーターやジョージ・アルンデールらに教育させた。生活のあらゆる面を細かく管理し、栄養価の高いイギリス料理をすばらしいと信じて兄弟に食べさせたが、くどい料理を食べなれていない兄弟に合わず消化不良を起こし、長年二人を苦しめることになった。レッドビーターの望みで神智学関係者がクリシュナムルティに過剰な敬意を示し、遊ぶ少年たちが選ばれ、彼が集会に現れると全員起立し最敬礼するなど、組織的に特別に扱われていた。ベサントがクリシュナムルティに仕える選ばれたメンバーからなる「黄色いショール団」、そこからさらに選別された「紫の教団」を作ったが、彼らの黄色いショールや紫のリボンといった特別さの演出は失笑を買っていた。

### ヨーロッパ遊学時代

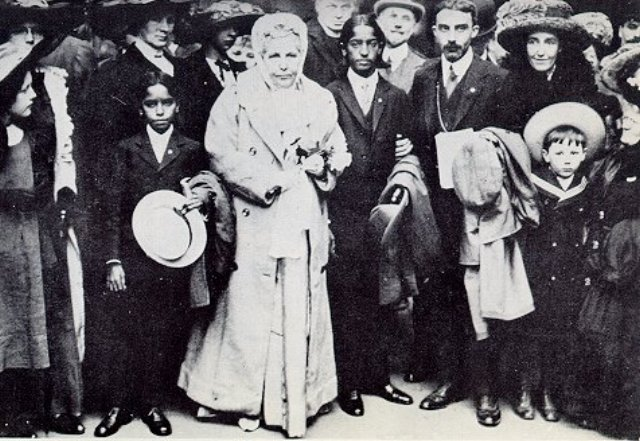
ニトヤナンダ、ベサント、クリシュナムルティ（1911年、ロンドン）

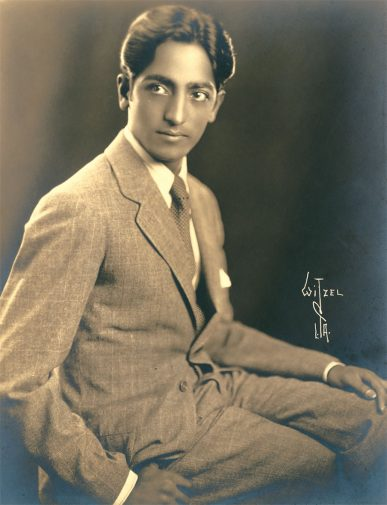
1920年代早期のクリシュナムルティ

1911年にベサントはクリシュナムルティとニトヤナンダを連れて渡英した。これには父の許可が必要だったため、ナラニアはレッドビーターの悪影響から息子たちを守ろうと、彼と引き離しておくことを条件に渡英を許可した。ベサントがクリシュナムルティを世界教師の器に選んだことには批判も多かったが、彼女の確信は揺らがなかった。ベサントは、「黄色いショール団」「紫の教団」を支える団体として、16歳のクリシュナムルティを長とする「東方の星教団」（当初は「昇る太陽の教団」のちに改名）を設立したが、ドイツ神智学協会のルドルフ・シュタイナーなど、反発して協会を離れる人もいた。
帰国すると、昇る太陽の教団の会合で、クリシュナムルティのもと大勢の人が神秘体験のようなものを経験する事件があった。ベサントは世界中が同胞であるとみなしていたが、あくまでその中心はイギリスのロンドンだと考えるような保守主義者であり、不思議なことに未来の救世主にオックスフォード大学かケンブリッジ大学を卒業してほしいと考えていた。1912年にベサントはオックスフォード大学入学準備のためにふたたび兄弟を連れて渡英した。父ナラニアは昇る太陽の教団での騒動を見て、さらにレッドビーターが息子たちの近くにいる証拠をつかみ、神智学協会を白人の文化押しつけと考える過激なヒンドゥー主義者の後押しを受け、養育権を取り戻すために、子供を神の化身に仕立てたこと、同性愛の対象にしたことの責任問題を問うて訴訟した。ベサントは養育権を取り上げたことを特に悪いと思っておらず、大義は自分にあると信じており、資金も潤沢で法律の知識もあったため、父親は敗訴した。クリシュナムルティは、国や家族との絆を失い、義務をなくして自由になると同時に、深く苦しむことになった。エミリー・ルティエンスら協会関係者の女性たち、強い意志と資金力を持つ独身女性たちが熱心に彼に仕え、西洋式教育を施した。クリシュナムルティの面倒を見、時に奪い合う彼女たちは、母親がわりでもあったが、彼にとって負担でもあった。
クリシュナムルティはイタリアでレッドビータから「第二秘伝」を受けた。ベサントはインドに戻り、二人は1922年までヨーロッパで過ごした。学校でいじめにあったため、家庭教師のもとで学び、1914年に第一次世界大戦がはじまった。インド人部隊が大英帝国のもとで戦っていたが、イギリス人のインド人への偏見は強く、疎外感にさいなまれながら寂しい生活を送った。受験勉強を続けたが、どこにも合格せず、戦後はパリで勉強を続けた。ヨーロッパでは神智学の霊的マスターたちとの交流もなく、神智学への興味も失っていった。

### 神秘体験

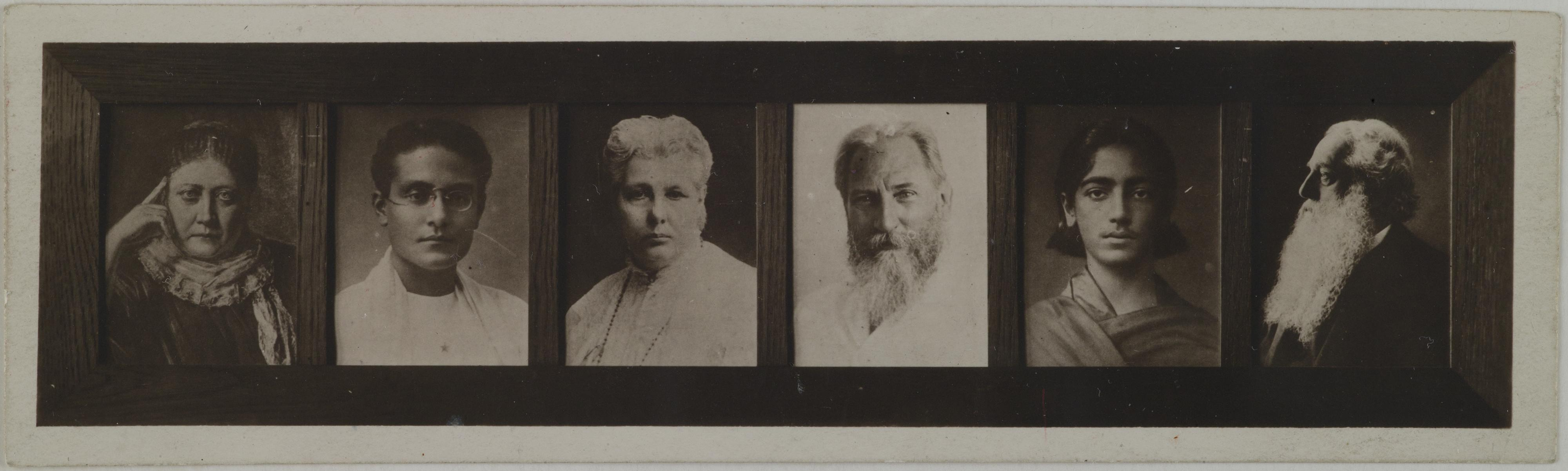
左から近代神智学の祖ヘレナ・P・ブラヴァツキー、神智学協会4代目会長C・ジナラージャダーサ、2代目会長ベサント、レッドビーター、クリシュナムルティ、初代会長ヘンリー・スティール・オルコット

1921年にインドに戻り、家族や友人に再会し、霊的マスターたちとの交流も再開した。1922年にアメリカのカリフォルニアのオジャイに移り、家族が神智学協会に関わっていた19歳のロザリンド・ウィリアムズと出会った。ロザリンドは結核を患っていたニトヤナンダの看護を頼まれ、親しく過ごした。クリシュナムルティはここで瞑想修行を行い、1922年に重要な神秘体験・宗教体験が始まった。すべてのものが自分であるという体験、ブッダやマイトレーヤ、クートフーミを見る体験をし、この前後には激痛を伴う肉体的な現象があり、のちに「ザ・プロセス」と呼ばれた。発作のような一種の錯乱状態が収まると、「生の泉の源泉」に触れ、深い慈愛に包まれ、悲しみや苦しみは消え、「歓喜と永遠の美の泉」を飲み干す心地であったという。ロザリンドはザ・プロセスに立ち会い、その様子を書き残している。クリシュナムルティは幾度も亡き母の姿を見、ロザリンドに母のイメージを重ねて、彼女に母にするように話しかけることもあった。ニトヤナンダがベサントに送った手紙の内容からは、ブッダやマイトレーヤの幻を除けば、この体験はクンダリニーの覚醒の古典的な表現であるという見解もある。3年で一応治まったが、その後も断続的に続いた。プロセスは、錯乱状態の後に必ず目覚めがあるというものであった。

### 弟の死と思想形成
ニトヤナンダの健康は回復せず、クリシュナムルティは苦楽を共にし、深い絆で結ばれた弟の回復を霊的マスターたち（のヴィジョン）に願い、良くなると言われたと感じ、安堵した。しかし、アルンデールがマスターが弟の全快を保証したと伝えた直後に、1925年に27歳で死去した。クリシュナムルティは、今となっては自分と子供時代をつなぐ唯一で、忌憚なく話せるただ一人を失い、その孤独は決定的なものになった。小林一正は、クリシュナムルティは悲しみの中で現実に直面し、立ち直った時には彼の思想は変わっていたと述べている。ピーター・ワシントンは、弟の死でアルンデールに対する不信感と、マスターは神智学で言われているようなものではないという疑念を強くしたが、この世に霊的な力があり自分は選ばれているという確信が揺らぐことはなく、自身の宿命に対する確信を強め、神智学と距離を取ることを加速させたと述べている。
1925～29年に、彼の教えはメシアを待望する信者たちの考えに異を唱えるようなものになり、1927年中頃には現在知られるクリシュナムルティの思想が形作られた。弟の死以降、マスターたちを実体ある存在として語ることはなくなり、神智学協会の権威も、教義も、秘教的な方法も認めず、自由を求め、自由について語るようになっていた。この時期に達した境地を、彼自身は「解放」「融合」と表現している。「解放」の結果として「融合」がもたらされ、条件付けからの解放、伝統の否定が説かれるようになった。

### 東方の星教団解散・神智学協会からの離脱
クリシュナムルティは崇拝者に囲まれたが、その状態を喜んでいなかった。彼は、真理は権威者を必要とするものではなく、まして集団に属するものではありえないと考えていた。1919年からの10年間、神智学協会はスキャンダルがありながらも、サマー・キャンプとクリシュナムルティの魅力によって、小型の国際連盟のようなものとして若者の人気を集めた。1925年に、クリシュナムルティはベサントのもとに人をやって(伝える間本人は、家の前に停めた車の中で待っていた）、使徒や霊門通過といった神智学協会のやり方を受け入れないと伝え、これを聞いたベサントは急激に衰えていったという。オランダに招待された1929年8月2日34歳で、「あなた方は他の会を作って、誰か他の人を選んでください。その会には私は関係しないし、新しい会を作ろうとも思いません。私の関係するのは絶対的に人を解放することであり、無条件に自由にすることであります」と言って、3,000人あまりの団員がいた「東方の星教団」を解散した。この折の、「真理はそこへ至る道のない土地である（Truth is pathless land）」というフレーズがよく知られている。世界教師の宣言から教団の解散まで、わずか4年のことだった。宗教学者の斎藤昭俊は、彼は「永遠なる目的」＝「永遠なる幸福」を得るという信念をもって、自分自身を解放する爆弾発言をしたが、これは彼が少年時代から神智学協会で育てられ、束縛され、ある意味で利用されてきたことへの反対であり、束縛は自己を見失わせ、自己を見失えば目的への道を見出すことができないからであると解説している。
「東方の星教団」を解散したクリシュナムルティは、1930年に神智学協会を離れた。1931年に、クリシュナは少年時代、青年時代の記憶、特に神智学協会入会に関する記憶を失っていることに気付いた。

### 独立した霊的指導者としての活動

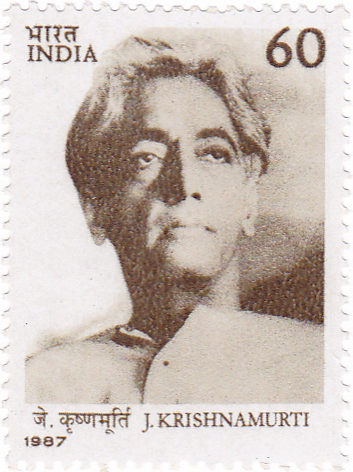
1987年のインドの切手

ベサントはうろたえながらも、クリシュナムルティを個人的に愛し続け、心霊的な面で尊敬を向けていた。ベサントは自身とクリシュナムルティのために高額の報酬を伴う講演旅行を手配し、二人はアメリカ・ヨーロッパを飛び回り、学校建設などに資金を出せる裕福な崇拝者たちを魅了した。
講演は大きな反響を呼び、彼は以前にも増す名声を轟かせた。もともと宗教的指導者であった人物が宗教の組織を真っ向から否定し、宗教から、そして神からも自由であれと言うのはインパクトが大きかった。クリシュナムルティの著作による収入は莫大なものになり、彼は大実業家になりつつあった。最も親しい友で神智学のライバルだったＤ・ラージャゴパルが、資金面の処理、こまごました講演旅行の手配、出版事業の面倒を見た。クリシュナムルティとラージャゴパルを役員にクリシュナムルティ著作有限会社（KWINC）という信託会社が作られ、クリシュナムルティの支払いはここか後援者が行っていた。クリシュナムルティ著作権有限会社は何百万ドル、あるいは何千万ドルもの巨額の寄付金を集めた。彼は厳密には個人資産をほとんど持っていなかったが、生涯有名人や金持ちと交際し、華やかで贅沢な生活を送った。クリシュナムルティ自身は、富に囲まれた生活が必ずしも豊かなわけでなく、贅沢な生活をしなくてもかまわないと述べていた。
クリシュナムルティの思想は、ニューエイジャーたちからニューエイジの思想と合致していると受け取られ、人気と崇拝を集めた。ニューエイジに共感している物理学者・生物学者・心理学者たちとも対話を重ねた。学問の各分野は人工的に領域が設定されているが、実際はつながり合った全体であるという立場から、科学との関係を深め、ニュー・サイエンスの騎手デヴィッド・ボームと何度も対談した。とはいえ、クリシュナムルティは「愛こそすべて」と主張するよう感傷的なニューエイジの感性を嫌っており、同じくニューエイジで人気だったインド人導師マハリシ・マヘーシュ・ヨーギーとも距離を置いていた。
1930年代から40年代まで彼を実務面で大いに支えたＤ・ラージャゴパルと、その妻ロザリンド・ラージャゴパル（旧姓 ロザリンド・ウィリアムズ）、二人の娘ラーダと家族のように暮らした。多忙なラージャゴパルに代わりラーダに父のように親しく接し、第二の父であった。クリシュナムルティはインド、イギリス、アメリカで、彼の哲学を実践する学校を作る事業に関わった。ロザリンド、アニー・ベサント、オルダス・ハクスリーと共に、カリフォルニアにHappy Valley Schoolという私立学校を設立する事業にも加わり、ロザリンドは1日18時間も働いて学校を運営した（1946年設立、のちベサント・ヒル・スクールに改名）。クリシュナムルティは関わった学校で、公的な役割を担うことは拒み、定期的に訪問しては学生や教師たちと話した。
クリシュナムルティはその使命のために、女性と関係を持たず結婚もしないだろうと周囲に期待されていた。のちに代理娘のラーダは、クリシュナムルティは37歳の頃からロザリンドと不倫関係にあり、ラージャゴパルが真相を知ったのは30年後だったと告発した。ラーダによると、クリシュナムルティが若く美しい未亡人ナンディーニ・メータと出会い、ふたりが愛人関係にあると考えたロザリンドは、それまでの不倫関係を夫に打ち明けたという。3人の関係の真偽は確認できないが、彼らの愛憎と仕事関係はもつれ、破綻していった。公式伝記作家のメアリー・ルティエンスは、ラージャゴパル一家はクリシュナムルティを必要としていたが、彼が別離を決意するほどいじめていたと主張した。ピーター・ワシントンは、ラージャゴパル夫妻はクリシュナムルティがいなくとも金銭面で豊かであり、性格的にこうした関係を許容するほど無邪気にも愚かにも見えず、ラーダの言うような関係が30年も続いたとは考えにくい、3人は単純な三角関係ではなく過去から続く複雑な思いと仕事・思想が絡み合っていたと述べている。ラージャゴパル夫妻は1961年に離婚した。
神智学協会から独立して以後、56年間に渡って執筆、講話を続けた。組織と権威を否定したが、多くの人々を惹きつけ、「絶対的自由を達成した超人的宗教家」と考えられることもあるなど、ある意味で権威となり、組織を作り、支持者たちの支えによって独立した霊的指導者として生きた。
クリシュナムルティは、ラージャゴパルが取り仕切っていたクリシュナムルティ著作有限会社（KWINC）と1968年に決別し、仕事の管理体制を整えクリシュナムルティ財団が作られた。クリシュナムルティ著作権有限会社とクリシュナムルティ財団は資産に関して争い、1974年に決着したが、その後も告訴と反訴が20年続いた。クリシュナムルティ財団は彼の死後も著作の管理などを行い、思想の普及を目指している。

### 晩年と最期
晩年の20年はラージャゴパルとロザリンドとのいさかいも落ち着き、1945年から亡くなるまで精神教師として世界中を精力的に飛び回った。
クリシュナムルティと敵対したアルンデールも亡くなり、神智学協会も世代交代し、クリシュナムルティは協会と和解した。ずっとアディヤールへの訪問は続けていたが、47年ぶりに神智学協会本部に足を踏み入れた。この頃には協会の勢力も衰え、家族的なものになっていた。クリシュナムルティは協会の名誉会員になり、彼の書物が神智学協会で再び配られるようになった。
ニューヨーク財界の娘だったメアリー・ジンバリストは、映画プロデューサーの夫が亡くなり未亡人になった後、クリシュナムルティと誰よりも親しく接し行動を共にした。1970年、75歳のクリシュナムルティはジンバリストに向かって、他の場所より多く語ったインドでさえ、自分の話を聞いて変化した人はおらず、人々は自分の教えを十分に活用していないし、真剣になっていない、目覚めたものは一人もいないと述べていた。
クリシュナムルティの最期については、メアリー・ルティエンスの伝記『クリシュナムルティ・開かれた扉』によると、1985年の暮れより発熱、体重減少などの体調不良が続き、なかなか原因が判明しなかった。翌1986年1月23日の精密検査の結果、末期の膵臓癌が発見され、死期が迫っていることが明らかになった。クリシュナムルティ学校や出版の死後の体制等、死ぬまでに整理しておくべき問題に対処し、1986年2月17日にカリフォルニアで死去した。

## 思想
クリシュナムルティは絶対主義者、一元論者、観念主義者、個人主義者、無神論者である。理論的偶像破壊者であり、伝統、権威、宗教、過去の教祖、聖人、哲人、およびその教え、教団、古典、内面的な心象、神観念などのあらゆるイメージ、目覚めに至る道としてのヨーガや瞑想も拒否し、あらゆる宗教・哲学思想からの解放を目指した。
彼は、「永遠なる目的」=「永遠の幸福」への道の第一の前提として、自分自身の解放（東方の星教団、神智学協会からの離脱）を行っており、周囲の期待を裏切ってでもそれを行った勇気が、彼の信念だった。彼は「永遠なる目的ということは人生の複雑さから自分自身を解き放とうと望む人にとっては最も重要なものである。その目的は自身の経験、悲嘆、苦痛、理解から生まれてくるものであって、自身の経験以外のものでもなく、自身の経験以外の幻影でもない」と述べている。
真理を見出すためには個人的な感情と経験が最も重要であると考え、「永遠の目的」に達するには、権威に頼らず、何も恐れずに自身を導き、自分で理解しなければなければならないと考えた。彼は、人は全く独力で、個人の努力で真理にたどり着けると考え、言葉の中に偶像を認めず、伝統や権威を激しく攻撃し、天の観念にすら反発し、いかなる信仰も歴史ある伝統も道徳も、命を縛ってしまうとして否定した。
クリシュナムルティは、「真理の実現、生命の実現は自身の力を通してのみ達せられる」と言って、何らかの道や教師の教えによって達するものではないことを強調した。これは真理の達成は自我意識によるという意味ではなく、実在は自我意識を超えており、自我意識は真理を実現する「方法」に過ぎないということである。人間は対立のただなかにあり、対立するものは無知であり無明である。一方、命は対立・二元論を超えたものであり、自身の中にある完全な生命に向かって努力することで、幻想、自我意識は消滅していき、分断・分離している生が全体となることができるという。「永遠なる目的」を確固として持ち、悲しみや経験を生かしていくと、もはや何も存在せず、真理と合一することができるとした。
無知の中に創造された不完全な存在である「私」が、二元論を超えた完全で純粋な生命を、自身の力、自身の理解によって実現するという理論には大きな飛躍がある。しかし、彼はこの真理の発見は、「知的理論を超えたもの」「私はほんのお印しか示しえない」、真理の発見において頼みになるものは自分だけであり、最愛のものである自分が全てに通じるとして、哲学的に証明し語ることはなかった。それが身をもって体現するしかないものであったとしても、その体現についての説明もしなかった。彼は無神論者で個人主義者であり、伝統や他の権威によらない自身の感情と経験を通しての理解によって、絶対的・永遠なる真理に至るとした。
クリシュナムルティは、人間が単なる環境の産物だともしないが、何か神聖なもの、永遠なものであるとも考えなかった。しかし、ある条件下において、最高実在が有限になり我と一致（梵我一如）するとした。実在は意識や自我意識を超えたものであり、唯一の最高実在は真理であり、生命であると考えた。その発見は、経験であり、合一であり、真の幸福であるとした。人がもし一度「永遠なる目的」を確立すれば、「それは幸福であり、自由なものであるが、人生が純粋になり、もはや混乱もなく、時間の混乱もない。(中略）時間を超えたとき、あなたは自由になる。(中略）人生を自由にすると、幸福が見いだされる。幸福が唯一の目的であり、たった一つの絶対的真理である」という。

### 批評
玉城康四郎によると、クリシュナムルティの根本立場は「ありのままを経験し、経験したままを観察する、それによって、本能的かつ自然的に分断されている人間の根本見解を全体の世界に復帰せしめようすることである。それがすなわち、全ての過去に死してただ現在のみに生きることであり、真の創造である」というものであった。
その教えは権威を認める正統派ヒンドゥー教とは異なっており、インド人哲学者・研究者のP・T・ラージュは、「彼の理論は明らかではなく、本当の意義を理解することはできないし、底流に何があるのかわからない。また、彼の説を図式化することもできない」と前置きした上で、最も組織的に反伝統主義の哲学を発展させたインド現代思想家、おそらく現代インドでたった一人の反伝統主義者として評価している。仏教学者の玉城康四郎は、「かれは、人間が真に生きていく根源の世界に目覚めようとし、ついに遂行し、いかなる妥協をも排し、すべての伝統を否定し、ほとんど意のままにその世界を実現することができたと思われる」と絶賛した。
玉城康四郎は、彼はありのままを経験し、経験したものを観察せよと強調するのみだが、解脱がそのように甘いものではないことは彼自身の人生経験が示している通りであると指摘し、「なぜかれはそこに注目しなかったのか。これはひとごとではない」と述べている。玉城康四郎は、著作からは彼の思想の背景にある根本体験が確証的であること、「能動的に生きているいのちのさま」が実感を持って伝わってくるが、思想自体は極めて単純で、画一的な印象も与えると評した。
クリシュナムルティは、死の恐怖は観察する主体と観察される死が分裂しているためで、そのような死の恐怖は「観念」でしかないと語っていた。玉城康四郎は、70代・80代のクリシュナムルティの友人や自身が死の危険にあるときの発言は世俗的であり、死へのこだわり方は常人と変わらないと指摘し、人に説いていた死の見解と彼自身の死に対する実際の態度には大きな隔たりがあると評した。
斎藤昭俊は、彼の思想において、真理の発見は最終的には「飛躍的な体験」ということになり、完全に新しい思想ということはできないが、徹底的に権威に反抗した思想様式に意議を認めることができると述べている。玉城康四郎は、彼の思想は「生活からにじみ出た拒否の観念」から来るものであるとしている。
斎藤昭俊によると、彼の徹底して反抗的な思想は、インド思想の正統から外れているが、真理の発見と体験は完全にインド思想に立脚している。彼の教えは、道半ばで仏陀に会ったら仏陀を殺せ、聖人に会ったら聖人を殺せ、これが救済に達する唯一の道であると説く日本の禅に似ていると言われる。すべての物事が時間的にも空間的にも互いの条件付けによって成り立つと説いた彼の思想は、仏教の縁起説と同様であり、我執を問題とし、あるがままの観察による我執からの解放を説き、伝統を否定するという点でも仏教とスタンスを同じくしている。ピーター・ワシントンは、精神的なよりどころを自己の内部に探すクリシュナムルティの思想は、古代インドのアドヴァイタ・ヴェーダーンタにも見られるもので、深い探求の果てに先祖の苦行者たちの禁欲的な方法に回帰していたのだろうと評している。
宗教社会学者の伊藤雅之は、思考・自我との一体化を離れること、気づき（意識）の重要性を繰り返し説いたエックハルト・トールの系譜として、クリシュナムルティやラマナ・マハルシは理解できると評している。

## 菜食主義
マイケル・クローネンによる『キッチン日記』(p.64)によれば、クリシュナムルティはできれば有機栽培の野菜を使った菜食であり、脂肪、油、乳製品をできるだけ避け、精製小麦粉、砂糖、加工品も用いなかったし、唐辛子やしょうがのような香辛料も使わなかった。『クリシュナムルティとは誰だったのか』(p.88)では、飲酒、薬物、タバコの経験はなく、30年以上も紅茶やコーヒーも飲まなかった。

## 日本
日本での紹介は、1925年（大正14年）の今武平による翻訳『阿羅漢道』がある。クリシュナムルティが1910年、13歳にして著した書である。序文では欲道と無欲道とをたとえて、欲道では宗教・宗派に分かれてしまうが、無欲道ではそうした別なく人類共通の教えでなくてはならないと、今平は語った。これの新しい翻訳は『大師のみ足のもとに』（『道の光』との合本）であり、訳者序文では1974年が初版。奥付も併せて、三浦関造の長女である田中恵美子は、三浦の創設した竜王会を引き継ぎ、インドの神智学協会からニッポンロッジの許可を得て会長となった人物で、三浦の翻訳した『沈黙の声』との三部作として田中が翻訳した。
クリシュナムルティやマハリシ・マヘーシュ・ヨーギー、ラジニーシはインド人であり東洋思想なのだが、欧米を経由して日本に輸入されたため、日本の書店では東洋思想や新宗教の棚ではなく、欧米の今日的な宗教文化やホリスティックな世界観の書籍等が置かれる「精神世界」の棚に分類されている。主な出版元であるめるくまーるはニューエイジ、神秘学、ネイティブアメリカン、アート関係などを扱う精神世界の出版社、平河出版社（新宗教の阿含宗の関連会社）は密教、道教、ヨガ、瞑想、神秘学、占星術、ニューエイジなどを扱う精神世界の出版社、春秋社は仏教を始めとする宗教書を中心に哲学、思想、心理、文学などを扱う精神世界の出版社、コスモスライブラリーは仏教や心理学、気功、錬金術などを扱う精神世界の出版社である。

## 作品

### 著作の主な日本語訳
2005年の『クリシュナムルティとは誰だったのか』には日本語文献の一覧が挙げられている。
- クリシナムルテ『阿羅漢道』今武平訳、1925年、文党社。
- 『大師のみ足のもとに/道の光 (神智学叢書) 』（At the Feet of the Master） 田中恵美子訳 竜王文庫、(1998)（日本語版に同時収録された「道の光」の著者はメイベル・コリンズ）
- 『自我の終焉―絶対自由への道』　根木宏、山口圭三郎訳 篠崎書林
- 『生と覚醒のコメンタリー　クリシュナムルティの手帖より〈1-4〉』　 大野純一訳 春秋社
- 『クリシュナムルティの神秘体験』 おおえまさのり監訳 中田周作訳 めるくまーる
- 『クリシュナムルティの日記』 宮内勝典訳 めるくまーる
- 『最後の日記』 高橋重敏訳 平河出版社
- 『自己の変容』 松本恵一訳 めるくまーる
- 『英知の教育』 大野純一訳 春秋社
- 『自由とは何か』大野純一訳 春秋社
- 『瞑想と自然』 大野純一訳 春秋社
- 『学びと英知の始まり』 大野純一訳 春秋社
- 『生の全変容』 大野純一訳 春秋社
- 『未来の生』 大野純一訳 春秋社
- 『クリシュナムルティの瞑想録―自由への飛翔 (mind books)』 大野純一訳 平河出版社、第十六版 (2000)、ISBN 978-4892030468
- 『生の全体性』 大野純一、聖真一郎、共訳 平河出版社
- 『真理の種子』 大野純一訳 めるくまーる
- 『人類の未来』 渡辺充訳 JCA出版
- 『瞑想』 中川吉晴訳 UNIO
- 『恐怖なしに生きる』 有為エンジェル訳 平河出版社
- 『あなたは世界だ』 竹渕智子訳 UNIO
- 『子供たちとの対話 - 考えてごらん』 藤仲孝司訳 平河出版社、(1992)、ISBN 978-4892031991
- 『ザーネンのクリシュナムルティ』 ギーブル恭子訳 平河出版社
- 『私は何も信じない―クリシュナムルティ対談集』 大野純一訳 コスモスライブラリー
- 『花のように生きる - 生の完全性』 横山信英訳 UNIO
- 『知恵のめざめ - 悲しみが花開いて終わるとき』 小早川詔訳 UNIO
- 『智恵からの創造―条件付けの教育を超えて(クリシュナムルティ著述集 第8巻 1953-1955)』 藤仲孝司訳 UNIO
- 『明日が変わるとき―クリシュナムルティ最後の講話』 小早川詔、藤仲孝司訳 UNIO
- 『時間の終焉―J.クリシュナムルティ&デヴィッド・ボーム対話集』　渡辺充訳　コスモスライブラリー、(2011)、ISBN 978-4434153952
- 『しなやかに生きるために―若い女性への手紙』 大野純一訳 コスモスライブラリー（ナンディーニ・メータへの手紙）
- 『生と出会う―社会から退却せずに、あなたの道を見つけるための教え』 大野龍一訳 コスモスライブラリー
- 『アートとしての教育―クリシュナムルティ書簡集』　小林真行訳　コスモスライブラリー
- 『四季の瞑想―クリシュナムルティの一日一話』 大野純一監修　こまいひさよ訳　コスモスライブラリー
- 『静かな精神の祝福―クリシュナムルティの連続講話 』　大野純一訳 コスモスライブラリー
- 『伝統と革命―J・クリシュナムルティとの対話』　大野純一訳 コスモスライブラリー
- 『愛について、孤独について』　中川正生訳 広池学園出版部
- 『静けさの発見―二元性の葛藤を越えて (クリシュナムルティ著述集)』 横山信英、藤仲孝司、内藤晃訳 UNIO
- 『スタンフォードの人生観が変わる特別講義 あなたのなかに、全世界がある』 中川吉晴訳  PHP研究所、2013年、ISBN 978-4569810256
- 『ブッダとクリシュナムルティ-人間は変われるか？』 正田大観・吉田利子・大野純一 訳、コスモスライブラリー、2016年
- 『境界を超える英知:人間であることの核心―クリシュナムルティ・トーク・セレクション 1』 吉田利子・正田大観 訳、コスモスライブラリー、2017年
- 『真の瞑想:自らの内なる光―クリシュナムルティ・トーク・セレクション 2』 吉田利子・正田大観 訳、コスモスライブラリー、2017年
- 『関係という鏡―ありのままの自分が見える』 日生明樹 訳、UNIO、2018年

### DVDブック
- 『神話と伝統を超えて〈1〉DVDで見るクリシュナムルティの教え』白川霞監修　大野純一訳　彩雲出版
- 『神話と伝統を超えて〈2〉DVDで見るクリシュナムルティの教え』白川霞監修　大野純一訳　彩雲出版
- 『真の革命―クリシュナムルティの講話と対話』 柳川晃緒、大野純一訳 コスモスライブラリー
- 『英和対訳 変化への挑戦―クリシュナムルティの生涯と教え』柳川晃緒訳、大野純一監訳 コスモスライブラリー

## 註釈
1. ↑  実際の発音は「ジドゥー」がより近い。
2. ↑  クリシュナ神は第8子。「ムールティ (mūrti)」にはサンスクリットで形体、権化、姿、人体、立像などの意味がある[5]
3. ↑  日本では「リードビーター」と表記されていることが多い。
4. ↑  近代神智学では、霊的指導者マハトマの秘密結社グレート・ホワイト・ブラザーフッドがあり、ナザレのイエスに啓示を与えたマハトマのマイトレーヤ（イエス・キリスト）が、世界教師として弟子の体を使って人間の世界に現れ、人々を導くと考えていた。クリシュナムルティは世界教師が降臨するための乗り物になることが期待されていた。
5. ↑  ラーダ・ラージャゴパルは、「サ・プロセス」は一種のてんかん発作のようなものだったのではないかと述べている。[15]
6. ↑  ロザリンドは結婚前、クリシュナムルティの弟ニトヤナンダを愛していた。
7. ↑  この件は、ラージャゴパル夫妻の娘で、子供時代家族としてクリシュナムルティと共に暮らしたラーダによって、Lives in the Shadow with J. Krishnamurti として出版されている。公開されてないが、ラーダこれを裏付けるクリシュナムルティからロザリンドへの手紙なども残されていると述べている。[15]
8. ↑  母エミリーと共にクリシュナムルティの熱烈な支持者で、母娘2代にわたって彼に仕え、公式の伝記を書いた。[16]
9. ↑  これは、本人の予感していた死期よりも、かなり早いものであったらしいことが同書に記されている。

## 関連文献
- メアリー・ルティエンス 『クリシュナムルティ 目覚めの時代』 高橋重敏訳 めるくまーる
- メアリー・ルティエンス 『クリシュナムルティ 実践の時代』 高橋重敏訳 めるくまーる
- メアリー・ルティエンス 『クリシュナムルティ 開かれた扉』 高橋重敏訳 めるくまーる
- メアリー・ルティエンス 『クリシュナムルティの生と死』 大野純一訳 コスモス・ライブラリー
- Radha Rajagopal Sloss Lives in the Shadow with J. Krishnamurti　Bloomsbury Publishing PLC、1991年

### 深い交流があった人々
- チャールズ・W・レッドビーター
- アニー・ベサント
- ロザリンド・ラージャゴパル（英語版）
- メアリー・ルティエンス
- デヴィッド・ボーム
- オルダス・ハクスリー
- 湯浅泰雄

### 関係があった組織
- 東方の星教団（英語版）
- 神智学協会